# Phare de Roses
Le phare de Roses  est un phare situé à Roses, dans la comarque d'Alt Empordà, sur la Costa Brava , dans la Province de Gérone (Catalogne) en Espagne.
Il est classé Bien d'intérêt culturel à l'Inventaire du patrimoine architectural de Catalogne.
Il est géré par l'autorité portuaire du Port de Barcelone.

## Histoire
Il existe des preuves qu'un phare médiéval a été construit près du château de la Trinité. Dans un document de 1362 il a été mentionné les termes « podio de ferro » et « puig des far ». Plus tard, sur une gravure du XVIe siècle, on voit une tour ou un phare sur le site du château de la Trinité.
Le phare actuel a été conçu, comme la plupart de la côte catalane, sous le règne d'Isabelle II dans le plan général de l'éclairage des côtes et des ports en 1847. Il a été mis en service le 1er septembre 1864.
En 1921, l'électricité a été installée pour remplacer la lampe à huile, et a été équipé d'ampoule optique fixe de 500 watts avec un système de surveillance pour l'électricité, un transformateur et un groupe générateur. La vieille lampe à huile a été mise en réserve. Plus tard, en 1962, la lampe a été réduite à 250 watts sur un changeur automatique de lampe et un nouveau générateur. La hauteur focale du phare est de 24 m au-dessus du niveau de la mer. C'est un feu à occultations à 4 éclats blancs visible jusqu'à 35 km.
Le phare est situé à l'est du centre de la ville, au-dessus de Punta Poncella, fermant la baie de Roses, sous le château de la Trinité. C'est un bâtiment rectangulaire d'un seul étage avec terrasse sur le toit plat. Au centre de la terrasse se dresse une tour circulaire, avec galerie et lanterne.
Identifiant : ARLHS : SPA237 ; ES-31610 - Amirauté : E0476 - NGA : 5972 .
|          |
| Le phare |

|             |
| La lanterne |

### Lien connexe
- Liste des phares d'Espagne